# Renārs Kaupers
Renārs Kaupers (Jelgava, 1º settembre 1974) è un cantante lettone, frontman del gruppo pop rock Brainstorm.

## Carriera
Fa parte dei Brainstorm dal 1989. Con questo gruppo ha ottenuto la ribalta internazionale partecipando all'Eurovision Song Contest 2000, manifestazione in cui la band è giunta terza col brano My Star.
Nel 2003 ha condotto l'Eurovision Song Contest 2003 in Lettonia insieme a Marija Naumova. Ha condotto anche, insieme a Katrina Leskanich, il programma Congratulations (2005), che ha celebrato i cinquanta anni dell'Eurovision Song Contest.